# Терк, Макс
Макс Терк (англ. Max Tuerk; 27 января 1994, Трабуко-Каньон, Калифорния — 20 июня 2020, национальный лес Кливленд, там же) — профессиональный футболист, выступавший на позиции центра. В НФЛ играл за «Аризону Кардиналс». На студенческом уровне выступал за команду университета Южной Калифорнии. На драфте НФЛ 2016 года был выбран в третьем раунде.

## Биография
Макс Терк родился 27 января 1994 года в Трабуко-Каньон в Калифорнии. Он окончил католическую старшую школу в городе Ранчо-Санта-Маргарита. В составе школьной футбольной команды Терк играл тайт-эндом, затем линейным защиты и нападения. В сезоне 2011 года вместе с командой он выиграл чемпионат штата. По итогам турнира его признали линейным года в лиге, Терк был включён в состав сборной звёзд школьного футбола по нескольким версиям.

### Любительская карьера
После окончания школы Терк поступил в университет Южной Калифорнии. Сезон 2012 года он начал игроком запаса, но затем получил место в стартовом составе и сыграл в последних пяти матчах турнира на месте левого тэкла нападения. Он стал первым в истории университета новичком, в первый же год карьеры вышедшим в основном составе на этой позиции. В 2013 году Терк сыграл во всех тринадцати матчах команды, все кроме одного проведя на месте правого гарда.
В сезоне 2014 года тренерский штаб команды перевёл Терка на место центра. Он провёл в стартовом составе все четырнадцать игр турнира, по его итогам войдя в состав сборной звёзд конференции Pac-12. Перед началом турнира 2015 года его называли в числе претендентов на Римингтон Трофи, награду лучшему центру студенческого футбола, но в октябре Терк получил травму колена и был вынужден пропустить большую его часть. 

### Профессиональная карьера
Перед драфтом НФЛ 2016 года сайт Bleacher Report прогнозировал Терку выбор в третьем или четвёртом раунде драфта и будущее игрока стартового состава в одной из команд. Сильными сторонами игрока называли большой опыт игры на различных позициях в линии нападения, хороший уровень атлетизма, скорость, хорошую технику, игровой интеллект. Главным минусом Терка был недостаток мышечной массы и физической мощи, из-за чего он проигрывал борьбу более крупным линейным защиты. Опасения у клубов лиги могли вызвать и последствия перенесённой им травмы колена.
В третьем раунде драфта он был выбран «Сан-Диего Чарджерс». В июле 2016 года Терк подписал с клубом четырёхлетний контракт. В регулярном чемпионате он на поле не выходил. В августе 2017 года лига дисквалифицировала его на четыре игры за нарушение политики в отношении использования запрещённых веществ. Терк признал ошибку, заявив что принимал продающуюся без рецепта пищевую добавку. В октябре клуб объявил об отчислении игрока, но позднее он был возвращён в тренировочный состав «Чарджерс». В ноябре Терк перешёл в «Аризону Кардиналс», где заменил травмированного запасного центра Дэниела Маньера. В регулярном чемпионате 2017 года он сыграл за клуб в одном матче. В апреле 2018 года «Аризона» отчислила его.

### Смерть
Двадцатого июня 2020 года Терк скончался в национальном лесу Кливленд в Калифорнии во время туристического похода. Мозг спортсмена был передан его родителями в Центр по изучению хронической травматической энцефалопатии при Бостонском университете. В сентябре были обнародованы результаты вскрытия, показавшие, что причиной смерти стала кардиомегалия.